# Liolaemus huacahuasicus
Espèce
Statut de conservation UICN

 LC  : Préoccupation mineure
Liolaemus huacahuasicus est une espèce de sauriens de la famille des Liolaemidae.

## Répartition
Cette espèce est endémique d'Argentine. Elle se rencontre dans les provinces de Tucumán et de Catamarca,.

## Description
C'est un saurien vivipare.

## Publication originale
- Laurent, 1985 : Description de Liolaemus huacahuasicus spec. nov. (Iguanidae, Reptilia) des Cumbres Calchaquies, Province de Tucuman, Argentine. Spixiana, vol. 8, no 3, p. 241-249 (texte intégral).